# Australie aux Jeux olympiques d'été de 1948
L'Australie participe aux Jeux olympiques d'été de 1948 à Londres au Royaume-Uni. 75 athlètes australiens, 66 hommes et 9 femmes, ont participé à 52 compétitions dans 11 sports. Ils y ont obtenu 13 médailles : 2 d'or, 6 d'argent et 5 de bronze.

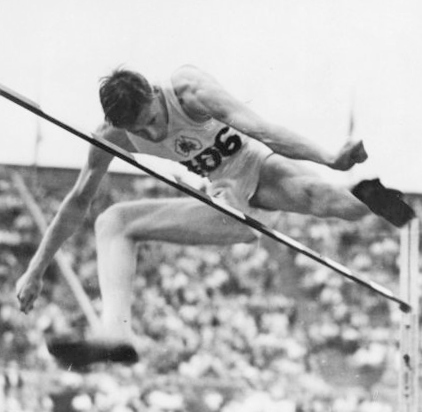
John Winter médaillé d’or en saut en hauteur.

## Médailles
| Médaille | Discipline | Épreuve                                   | Athlète                                                      |
| -------- | ---------- | ----------------------------------------- | ------------------------------------------------------------ |
| Or       | Athlétisme | Saut en hauteur hommes                    | John Winter                                                  |
| Or       | Aviron     | Skiff                                     | Mervyn Wood                                                  |
| Argent   | Athlétisme | Saut en longueur hommes                   | Theodore Bruce                                               |
| Argent   | Athlétisme | Triple saut homme                         | George Avery                                                 |
| Argent   | Athlétisme | 4 x 100 mètres                            | Shirley Strickland June Maston Elizabeth McKinnon Joyce King |
| Argent   | Natation   | 1 500 mètres nage libre hommes            | John Marshall                                                |
| Argent   | Natation   | 200 mètres brasse femmes                  | Nancy Lyons                                                  |
| Argent   | Lutte      | Lutte libre - Poids mi-moyens, 67 - 73 kg | Richard Garrard                                              |
| Bronze   | Athlétisme | 100 mètres femmes                         | Shirley Strickland                                           |
| Bronze   | Athlétisme | 80 mètres haies femmes                    | Shirley Strickland                                           |
| Bronze   | Natation   | 400 mètres nage libre hommes              | John Marshall                                                |
| Bronze   | Natation   | 100 mètres dos femmes                     | Judy Davies                                                  |
| Bronze   | Lutte      | Lutte libre - Poids lourds, + 87 kg       | Jim Armstrong                                                |

## Sources
- (fr) Tous les bilans officiels sur le site du Comité international olympique
- (en) Bilan complet de l’Australie sur le site olympedia.org